# 塔吉克斯坦人权
塔吉克斯坦的人权问题已成为国际关注的问题。该国的基本人权几乎没有得到实践，政府腐败和有系统地侵犯其公民的人权减缓了该国民主和社会改革的进展。
根据美国国务院关于塔吉克斯坦的人权报告，该国侵犯人权的现象是非常普遍的；在该国公民的部分政治权利被剥夺，公民也无法通过政治手段改变政府体制。在报告中指出，囚犯的人权情况极为糟糕，该国的安全部队经常性的对囚犯施以酷刑或虐待，因为在政府体制内他们会逍遥法外。